# Romuva
El término Romuva hace referencia al paganismo lituano. Los seguidores de la religión nativa lituana escogieron el nombre "Romuva" en 1920 en honor del santuario prusiano báltico llamado Romuva, situado en la tierra de Nadruvia (cerca de Chernahovsk, región de Kaliningrado). El resurgimiento de la vieja religión fue iniciativa del lituano Jonas Trinkūnas, un científico de la Academia lituana de las Artes y las Ciencias, durante los años 60 y centrándose en el antiguo folclore tradicional. A partir de 1991, tras el colapso de la Unión Soviética y la independencia de los países bálticos, el movimiento crece exponencialmente y en poco tiempo aparecen varias comunidades independientes, pero no fue hasta 2002 que Jonas fue elegido Krivis o alto sacerdote.

## Definición
Romuva significa Templo o Santuario, así como Espacio Interno. Los seguidores son llamados romuviai o romuvitas. También se les llama Sentikiai, que significa, viejos creyentes. 
El neopaganismo se ha dispersado por los cinco continentes, pero particularmente, en las naciones de origen indoeuropeo/semítico. Los pueblos bálticos no son la excepción.  El término báltico se refiere a las naciones a orillas del mar Báltico, situado entre Suecia, Finlandia, Polonia y los países bálticos que fueron repúblicas soviéticas. Tres son los países bálticos; Lituania, Letonia y Estonia. La etnia báltica es una rama del gran tronco racial indoeuropeo, fuertemente emparentada a los eslavos y los nórdicos.

## Deidades

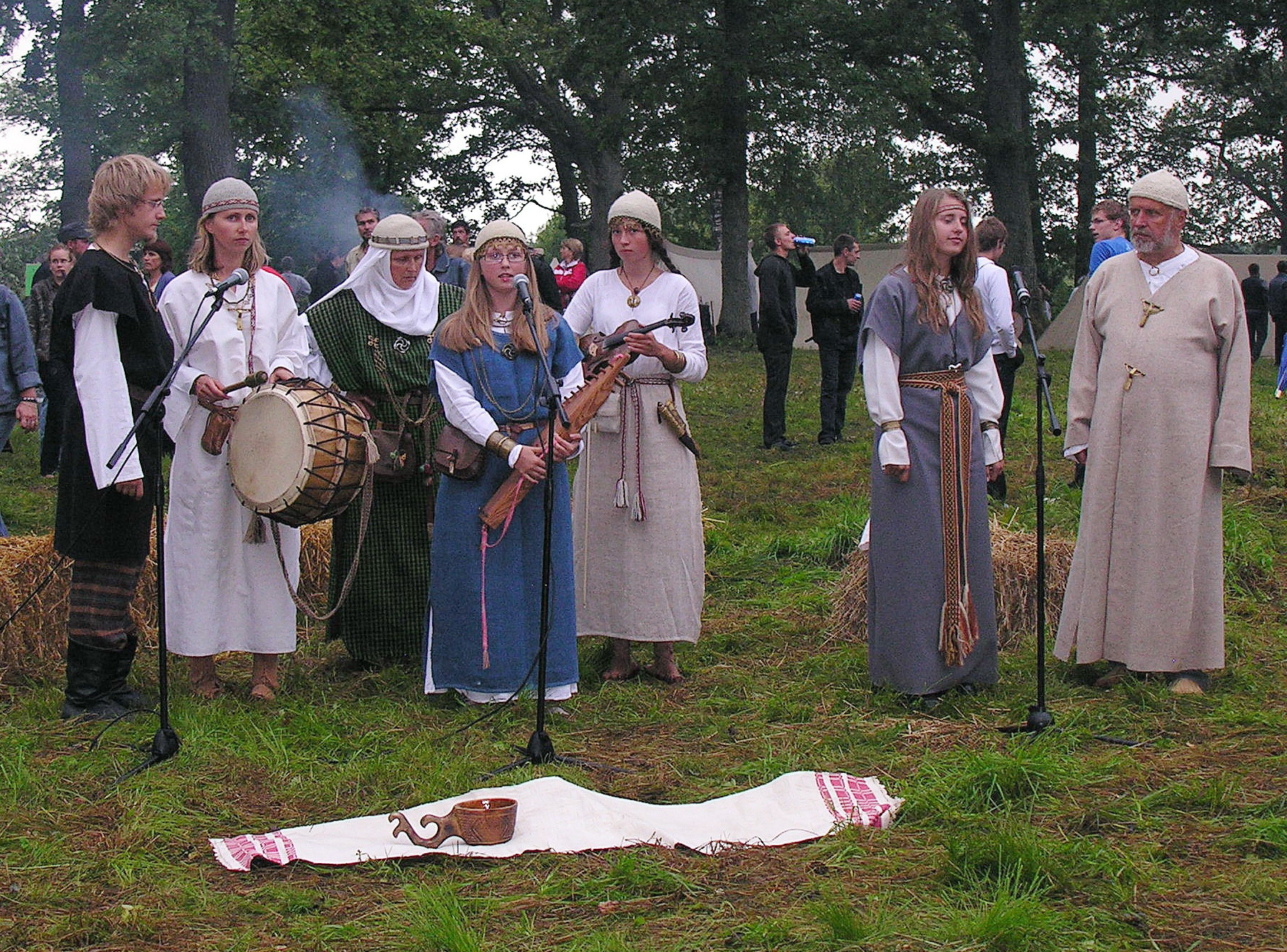
Creyentes de la confesión Romuva con sus vestimentas tradicionales lituanas.

Laima y Žemyna son las dos más grandes diosas desde tiempos inmemoriales. Laima es la amada Madre Divina, que protege la vida humana. Laima es invocada para que conceda suerte (su nombre significa suerta). Žemyna es la querida Madre Tierra, que protege la vida animal y vegetal. Es tanto el vientre como la tumba, y los lituanos le oran al levantarse en la mañana y acostarse en la noche. [cita requerida]
El Templo Romuva Prusiano estableció a Dievas, Perkūnas y Velnias como los tres principales dioses. Dievas es el dios del Cielo, viviendo en la cima de la Montaña Celestial. Protege y guía el trabajo agrario. Es invocado para ayudar a los necesitados. El cristianismo usó el nombre "Dievas" para identificar a su propia deidad. Perkūnas es el dios del Clima y las Montañas que enarbola la justicia. Velnias es el promiscuo y truculento dios así como el dios de la Muerte. El cristianismo aplicó el nombre "Velnias" a su Satán. [cita requerida]
La religión báltica lituana tiene muchas otras deidades. Desde la Edad Media, muchos seguidores de la religión báltica han manifestado la creencia de que hay un solo dios manifestado como varios dioses y diosas. La gente puede fácilmente confiar en las varias personificaciones y formas de la divinidad, y escoger el seguir las imágenes que les agradan. Esto ocurrió tanto en Lituania como en Letonia. Aún más, algunos seguidores de la religión báltica lituana recientemente igualaron esta divinidad abstracta con la Vida.[cita requerida]

## Celebraciones
- Krikštas: Es la más importante celebración lituana. Una celebración de vida. Se realiza con bebés recién nacidos. El bebé es bañado con deseos por una vida sana y buena fortuna. [cita requerida]

- Vestuvės: Es el festival matrimonial de tres días. A través de una serie de bellos rituales antiguos, una muchacha y un chico se vuelven adultos, dejan sus familias, y conforman una nueva. Los participantes envocan a los dioses y les desean salud, prosperidad y fortuna. [cita requerida]

- Šermenys y Laidotuvės: son las ceremonias funerales. Los vivos colocan al fallecido lejos, y colocan libaciones con la oración: "A donde tú vas, iremos nosotros".[cita requerida]

- Kalėdos: Es una de las principales fiestas agrarias. El inicio del año con el Solsticio de Invierno, el 25 de diciembre. La gente visita a sus vecinos y amigos, comparten comida, queman el árbol de Yule, y realizan predicciones para el año nuevo. La similitud con la celebración de Yule de otros paganos, particularmente wiccanos es notoria. [cita requerida]

- Pusiaužiemis: conmemora el medio invierno, el primero de marzo. [cita requerida]

- Užgavėnės: simboliza el final del invierno. La gente se viste con disfraces sobrenaturales y se adentra en los campos para alejar al invierno con ruido, danzas, trucos y alimentos. [cita requerida]

- Velykos: celebra el equinoccio de primavera, conmemorando la nueva vida al intercambiar retoños y huevos decorados con símbolos mitológicos. [cita requerida]

- Jorė y Samboriai: celebran las primeras frutas y granos respectivamente.[cita requerida]

- Rasa ó Kupolinė: el Solsticio de Verano, la gente camina por los campos recolectando hierbas que serán bendecidas esa noche. Los jóvenes mantienen vigilias toda la noche. En la mañana, el rocío se recolecta con propósitos medicinales. [cita requerida]

- Rugių šventė: en el adentrado verano, se celebra el final de la cosecha. Dagotuvës: se realiza con la siembra de invierno. Ambas celebraciones agradecen los regalos y la protección de los dioses.[cita requerida]

- Vėlinės: conmemora la muerte y es realizado en el mes de octubre, culminando el 1 de noviembre (al igual que el Samhain wiccano). Los muertos son recordados, y se les invita a cenar con los vivos. Los "sodas" son móviles que cuelgan de las mesas para cenar, en ofrecimiento a los muertos. [cita requerida]

- Kūčios: la víspera del Solsticio de Invierno, la culminación del año. En preparación, todos deben reconciliarse con cualquiera con quien hayan tenido problemas, y se deben perdonar las deudas. Las familias se reúnen para conmemorar la unión entre vivos y muertos. Se realizan ritos de adivinación sobre el año nuevo, y todos se bendicen, deseándose suerte, prosperidad, salud y sabiduría.

Las celebraciones lituanas son una tradición ininterrumpida desde tiempos antiguos. El cristianismo y el bolchevismo soviético intentaron infructíferamente erradicarlas. Aunque (como usualmente ocurrió en toda América y Europa), las fiestas tomaron identidades cristianas en tiempos de persecución.[cita requerida]

## Rituales
El rito del fuego es, desde que se registra la historia, uno de los más centrales rituales de la religiosidad baltolituana.
El punto focal de cada templo báltico es el Aukuras, el Altar de Fuego. El rito es realizado para conmemorar ocasiones especiales, y es un componente esencial en muchas celebraciones. El Aukuras es erigido en un lugar sagrado, generalmente externo. Los participantes lavan sus manos y rostros al reunirse. Un grupo de personas dirige a los congregantes en cantar las Dainas -antiguos himnos espirituales-, mientras el fuego es encendido. Los líderes ofrecen flores, comida y bebida al fuego, mientras continúan los Dainas. Los participantes pueden ser invitados a agregar sus propias contribuciones verbales o silenciosas. El significado es que los ofrecimientos y oraciones suben hasta los dioses con el fuego, el humo y las chispas. En el hogar, similares libaciones se realizan diariamente en el fuego hogareño.[cita requerida]